# Джигит всегда джигит
«Джигит всегда джигит» — советская музыкальная комедия 1985 года снятая на киностудии «Туркменфильм» режиссёром Мередом Атахановым.

## Сюжет
В основе сюжета — противоборство двух, по-своему правых, сторон: молодого председателя колхоза Джупбара, мечтающего перестроить поселок по-новому и современному, и старейшин, не желающих расставаться с многолетним укладом и, главное, старинной чинарой — красой и гордостью аула, которую при перестройке по плану Джупбара придётся спилить…

## В ролях
- Альберт Атаханов — Джепбар Байрамович, председатель колхоза
- Артык Джаллыев — Алов-ага, глава старейшин
- Аман Одаев — Меред, старик-коневод
- Курбан Кельджаев — Назар, старик-бухгалтер
- Алтын Отузова — Марал, внучка Мереда
- Чары Ходжанов — Ата, внук Назара
- Атагельды Нурмамедов — Петилла, ювелир
- Мурад Ниязов — Нунна, старик-повар
- Люсьена Овчинникова — Анна Петровна, главврач профилактория
- Сарры Каррыев — старик в профилактории
- Ходжаберды Нарлиев — Дурды, помощник председателя колхоза
- Антонина Рустамова — член правления колхоза
- Аширмухамед Ишанкулиев — Сапар, член правления колхоза
- Алтын Ходжаева — Айгуль, жена председателя колохоза
- Б. Караева — Хатиджа, трактористка
- Ягшымурад Акыев — Нуры, жених Хатиджи
- Шукур Кулиев — Шукур, старик
- Сапар Нурназаров — Селим, старик
- Бердымурад Бердыев — учитель пения, камео